# Olethreutinae
 Olethreutinae — підродина лускокрилих комах, одна з трьох у родині листовійки (Tortricidae). Найбільша підродина листовійок, об'єднує на 2018 рік понад 4400 видів з понад 350 родів.

## Опис
Невеликі метелики, з довжиною переднього крила від 0,4 до 2 см. На голові наявні грубі лусочки. Антени не довші за дві третини довжини переднього крила. Лусочки на задньогрудях довші та блідіші за такі на середньогрудях. Шипи наявні на гомілках усіх ніг. Передні крила мають 11-12 жилок, задні — з 7-8 жилками.

## Спосіб життя та філогенетика
Підродина вважається монофілетичною. Предковою вважають трибу Olethreutini, представники якої є олігофагами, гусінь яких звиває листок у гніздо. Натомість представники триб Eucosmini and Grapholitini є монофагами, гусениці яких розвиваються всередині рослинної тканини. Феромони першої триби представлені переважно 14- або 12-вуглецевими ланцюгами, з єдиним ненасиченим подвійним зв'язком. Натомість феромони листовійок інших двох триб складаються майже виключно з 12-вуглецевих алкенів.

## Класифікація
Підродина поділяється на такі триби:
- Bactrini
- Enarmoniini
- Endotheniini
- Eucosmini
- Gatesclarkeanini
- Grapholitini
- Microcorsini
- Olethreutini

та один рід incertae sedis: Melanalopha.